# R.R.D.T.
R.R.D.T. es una serie argentina de Pol-ka emitida entre los años 1997 y 1998. Fue dirigida por Jorge Nisco y emitida por Canal 13. Protagonizada por Carlos Calvo. Coprotagonizada por Patricia Sosa, Nancy Dupláa, Andrea Campbell, Osvaldo Santoro, Diego Peretti, Mariano Martínez, Laura Azcurra y Rita Cortese. Antagonizada por Raúl Rizzo, Guadalupe Martínez Uría, Manuel Vicente, Gabo Correa, Héctor Anglada y el primer actor Alfredo Iglesias. También, contó con las actuaciones especiales de Mario Sánchez y los primeros actores China Zorrilla y Pepe Soriano. 
El nombre de la telenovela son las siglas de Rodolfo Rojas (el nombre del personaje de Calvo) y de Director Técnico (su profesión).

## Sinopsis
Rodolfo Rojas (Carlos Calvo) es un exjugador de fútbol convertido en director técnico en esta nueva parte de su vida. En sus cuarenta años tiene que enfrentar nuevos problemas personales y profesionales.
Sin dinero, vuelve a vivir con su abuela Tina (China Zorrilla). Tiene una relación difícil con su hija Georgina (Laura Azcurra) que deberá ser reparada.
Acepta un puesto en el club que fue rival al suyo en el pasado y ahora tiene que confrontar a la hinchada y tratar de mejorar el pobre desempeño del equipo y también apoyar a Miguel (Mariano Martínez), su propio hermano en el que se ve reflejado.
Se suman a esta situación un padre con quien no habla desde hace veinte años, Isidro (Pepe Soriano), su exmujer Lucía (Patricia Sosa) con quien todavía no cierra la historia, la posibilidad de un nuevo amor en Carolina (Nancy Dupláa), la hija del Presidente del nuevo club, Ferré (Osvaldo Santoro), las intrigas de su amante Paula (Guadalupe Martínez Uría), y los tira y afloje con Polvorita (Andrea Campbell), una mujer que lo desorienta al mismo tiempo que lo seduce con su espontaneidad.

## Temporadas

### Primera temporada
En el transcurso de los veinte episodios de que consta esta primera temporada, puede verse cómo Rodolfo se retira como jugador de fútbol y se ocupa en dirigir a Excursionistas, el equipo contrario de Defensores de Belgrano, club en el que jugó durante gran parte de su vida. Además conoce a Carolina, de quien se enamora, sucumbe ante los encantos de Paula (mejor amiga de Carolina), y va y viene con su exmujer, Lucía, a quien todavía sigue queriendo, por la nobleza y la lealtad con que esta mujer soporta su inestabilidad e inmadurez, sin reproches. Por si esto fuera poco, al quedarse sin hogar debido a sus deudas, decide irse a vivir con su abuela Tina que lo adora y lo consiente, y retoma el contacto con su padre, Isidro, luego de veinte años de enemistad y rencor. A partir de este reencuentro, se entera de que tiene un medio hermano, mucho menor que él, que se llama Miguel y que también sueña con ser un exitoso jugador de fútbol. Sumado a estas historias, Rodolfo debe enfrentarse a una hinchada violenta y desconfiada, comandada por el Goma, personaje de malos modales, a quien nuestro protagonista tendrá que ganarse poco a poco. La frutilla del postre es Georgina, esa hija rebelde pero dulce que le pide a gritos que la ame y comparta tiempo con ella. Es entonces cuando Rodolfo deberá aprender a ser un mejor padre y un hombre con todas las letras.

### Segunda temporada
La segunda temporada, que se desarrolla en trece episodios, trae más problemas para Rodolfo. Carolina resuelve partir a Europa por tiempo indeterminado y un nuevo amor llega a la vida de Rojas: Mariela, una periodista de un diario deportivo, apodada Polvorita por su torpeza y su impulsividad, que lo descoloca a tal punto de seducirlo. Además, Lucía decide rehacer su vida amorosa y comienza una relación con un viejo compañero de Rodolfo, Víctor Fraquia, quien termina convirtiéndose en un hombre peligroso. También más personajes se suman a esta temporada: Bertuccio y Cilandro, dos jugadores nuevos para el equipo del club, y Delia, que vuelve (en el último episodio de la primera temporada) para reencontrarse con su hermano, Goma, después de tanto tiempo. Sobre el final y luego de tantas idas y vueltas, Rodolfo comprende que todo aquello que estuvo buscando lo estaba aguardando desde hacía años en su querido hogar y en la compañía de su hija Georgina y de Lucía que nunca dejó de esperarlo y de amarlo con devoción. Hubo unos seis capítulos que fueron filmados en casa amarilla, junto a las gladiadoras xeneizes, entre ellas las leyendas Liliana G. Rodríguez y Elizabeth Villanueva.

## Elenco

### Protagonista
- Carlos Calvo como Rodolfo Rojas (1.º y 2.º temporada).

### Elenco Protagónico
- China Zorrilla como Cristina "Tina" (1.º y 2.º temporada).
- Pepe Soriano como Isidro Rojas (1.º y 2.º temporada).
- Patricia Sosa como Lucía (1.º y 2.º temporada).
- Nancy Dupláa como Carolina Ferré (1.º temporada).
- Andrea Campbell como Mariela "Polvorita" (2.º temporada).
- Raúl Rizzo como Víctor Fraquia (2.º temporada).

### Elenco Principal
- Osvaldo Santoro como Roque Ferré (1.º y 2.º temporada).
- Diego Peretti como Mario "Goma" (1.º y 2.º temporada).
- Mariano Martínez como Miguel Rojas (1.º y 2.º temporada).
- Laura Azcurra como Georgina Rojas (1.º y 2.º temporada).
- Rita Cortese como Delia (1.º y 2.º temporada).
- Divina Gloria como Susana (1.º y 2.º temporada).
- Guadalupe Martínez Uría como Paula (1.º y 2.º temporada).
- Luciano Castro como Rubén Cilandro (2.º temporada).
- Nicolás Vázquez como Ismael Bertuccio (2.º temporada).
- Carlos Belloso como Marta (1.º y 2.º temporada).
- Erasmo Olivera como Alberto "Tuco" (1.º y 2.º temporada).
- Antonio Ugo como Atilio (1.º y 2.º temporada).
- Fito Yanelli como Lussa (1.º y 2.º temporada).
- Alfredo Iglesias como Tolosa (1° temporada).
- Mario Sánchez como Cabildo (1.º y 2.º temporada).

### Participaciones
- Manuel Vicente como Arróspides.
- Diego Díaz como Marqués.
- Sandra Ballesteros como Vera Martínez.
- Gabriel Cecirchia como Cañada.
- Daniel Tapia como Tuerca Medina.
- Norberto Verea como Zamudio.
- Damián Canducci como Sotera.
- Jorge Vázquez como Peyetto.
- Gabo Correa como Baldi.
- Oscar Cagnoli como Díaz Carrasco.
- Nano Recondo como Dani.
- Mónica Gazpio como Claudia.
- Héctor Anglada como Kamikaze.
- Javier Antezana como Garza.
- Beatriz Dellacasa como Elsa.
- Gisela Barreto como Ayelén.
- Martín Ricci como Marcelo.
- Norberto Gonzalo como Eduardo.
- Jorge García Marino como Raúl Marconi.
- Lito Regúnaga como Fierrito.
- Coraje Ábalos como Marcelo.
- Claudio Rissi como Enrique Zurdetta.
- Anahí Martella.
- Orestes Katorosz.
- Roxana Randón.

### Cameos
- Diego Maradona
- Sergio Batista
- Adrián Domenech
- Jorge Gordillo
- Héctor Enrique
- Bambino Veira
- Víctor Hugo Morales
- Carlos Daniel Tapia
- Turco García

## Premios
| Año  | Premio               | Categoría                     | Programa         | Resultado |
| ---- | -------------------- | ----------------------------- | ---------------- | --------- |
| 1997 | Premio Martín Fierro | Actor Protagonista de Comedia | Carlos Calvo     | Nominado  |
| 1997 | Premio Martín Fierro | Revelación                    | Laura Azcurra    | Nominada  |
| 1997 | Premio Martín Fierro | Actriz de Reparto             | China Zorrilla   | Nominada  |
| 1997 | Premio Martín Fierro | Mejor Comedia                 | R.R.D.T.         | Nominada  |
| 1998 | Premio Martín Fierro | Mejor Comedia                 | R.R.D.T.         | Nominada  |
| 1998 | Premio Martín Fierro | Mejor cortina musical         | Alejandro Lerner | Ganador   |